# أديب الشحادة
أديب ميخائيل الشحادة (1941 -) هو أديب وشاعر سوري. عرف بكتابته للشعر العربي الفصيح والشعر النبطي المعروف في منطقة حوران والأردن. وتميز شعره بوصف الواقع بقوة وجزالة. له مقالات نشرت في عدد من الصحف والمجلات منها الأسبوع الأدبي – صحيفة البعث - صحيفة الثورة - مجلة حواء - صحيفة الوطن سلطنة عمان.

## نبذة عن حياة الشاعر
ولد أديب الشحادة في عام 1941.م في بلدة خبب من محافظة درعا، توفي والده وهو ما زال صغيرا. فاضطر أن يعمل جاهدا وهو في سن مبكرة أحب الأدب العربي وعشقه منذ الصغر. أتم دراسته الإعدادية في بلدته ثم أكمل دراسته في دار المعلمين الابتدائية في العاصمة السورية دمشق عام 1958 وتخرج منها سنة 1962 حيث باشر عمله في العام نفسه كمعلم ابتدائي في منطقة ازرع.
بعد حصولة على الشهادة الثانوية , انتسب إلى جامعة دمشق كلية الآداب قسم اللغة العربية عام 1964 وحصل على الليسانس في اللغة العربية سنة 1969 وبعدها انتقل للتدريس عام 1970.
أُعير لتدريس الجالية السورية في حطين في الكويت عام 1976، ودرّس أربع سنوات وانتهت إعارته عام 1980 وعاد بعدها إلى سوريا حتى عام 2000.م تقاعد عن التدريس في المدارس الحكومية.

## الأعمال
1-في الشعر: أصدر خمس مجموعات شعرية وهي:
- - أسد وعرين.
- - مشاعر وفكر وقلم.
- - دروب لا تنتهي.
- - رؤى.
- - دمعة من القلب.
- - أنا والقلم.

2-في القصة والمقالات:
- -خمسون سيرة ذاتية.
- -وهج الكلمة.
- -رسائلي إلى من كاتبت.
- -رحلة الحياة والموت للأديبة مي زيادة.

3- من بحر الحياة مجموعة مقالات.